# Brachythecium roccatii
Brachythecium roccatii là một loài rêu trong họ Brachytheciaceae. Loài này được G. Negri mô tả khoa học đầu tiên năm 1908.